# Cronologia do Estádio Nacional de Brasília Mané Garrincha
O Estádio Nacional de Brasília Mané Garrincha é o maior estádio da capital do Brasil, Brasília.

## Década de 1970
- 10 de março de 1975: Ocorre a inauguração oficial do Estádio Governador Hélio Prates da Silveira, que contou com a primeira partida de futebol do espaço, entre o Corinthians e o CEUB, resultando na vitória do primeiro com um placar de 2 a 1.[1]

## Década de 1980
- Década de 1980: O Estádio Governador Hélio Prates da Silveira é renomeado para Estádio Mané Garrincha.[1]
- 18 de junho de 1988: A banda Legião Urbana realiza o primeiro show de um artista no estádio, no que ficou conhecido como um dos episódios mais conturbados da carreira do grupo.[2]

## Década de 1990
- 2 de março de 1996 : O quinteto de Guarulhos, Mamonas Assassinas realizou no estádio a última apresentação de sua carreira. Após o show, eles foram ao aeroporto e embarcaram no avião com prefixo PT-LSD, que se chocou contra a Serra da Cantareira às 23:16 do mesmo dia, matando todos os seus tripulantes, deixando o Brasil de luto por uma semana.[3][4]

## Década de 2000
- 18 de julho de 2007: O governador José Roberto Arruda anuncia que a reforma do estádio deverá ser iniciada ainda em 2007 e concluída em 2009. As intenções são de que o novo espaço se torne o maior estádio da América e um dos maiores do mundo, com cerca de 100.000 lugares.[5]
- 18 de fevereiro de 2009: Audiência Pública revela novas informações sobre a reforma do estádio, inclusive a previsão do início das obras - julho de 2009.[6]
- 18 de maio de 2009: Governador Arruda apresenta à CBF mudanças no projeto do estádio.[7]
- 31 de maio de 2009: A FIFA anuncia as 12 cidades-sede da Copa do Mundo de 2014. Brasília aparece na lista.[8]

## Década de 2010
- 26 de fevereiro de 2010: A licitação de reforma do estádio é cancelada pelo Tribunal de Contas do Distrito Federal.[9]
- 5 de maio de 2010: É iniciada a desmontagem do Estádio Mané Garrincha para dar espaço à sua reconstrução.[10]
- 7 de julho de 2010: O consórcio formado pelas construtoras Andrade Gutierrez e Via Engenharia vence a licitação para reforma do estádio.[11]
- 13 de dezembro de 2010: Obras do estádio seguem para a etapa de fundações.[12]
- 15 de maio de 2011: Após duas tentativas sem sucesso de implodir a última estrutura ainda de pé do Estádio Mané Garrincha, consórcio decide prosseguir com demolição mecânica.[13]
- 6 de outubro de 2011: FIFA confirma Brasília como cidade-sede da abertura da Copa das Confederações.[14]
- 8 de fevereiro de 2012: Com projeto de construção dos pilares em execução, obras atingem 50% de conclusão.[15]
- 28 de agosto de 2012: Com 72% das obras, Mané Garrincha conclui anel de pilares da estrutura.[16]
- 28 de setembro de 2012: Estádio atinge 76% de obras concluídas após finalização das arquibancadas.[17]
- 4 de outubro de 2012: Secopa-DF confirma que todas as cadeiras do estádio serão vermelhas.[18]
- 29 de outubro de 2012: O GDF, através da Secretaria de Comunicação Social do Distrito Federal, anuncia que o estádio está 81% concluído.[19]
- 27 de novembro de 2012: Ao lado dos novos estádios de Manaus, Curitiba e Natal, Brasília é candidata a receber jogos dos campeonatos estaduais de Rio de Janeiro e São Paulo.[20]
- 11 de dezembro de 2012: Com 84% de obras concluídas, estádio continua em processo de instalação da cobertura.[21]
- 7 de janeiro de 2013: Finalizado o processo de içamento dos cabos da cobertura, obras atingem 87% de conclusão.[22]
- 20 de fevereiro de 2013: É iniciada a instalação da membrana de cobertura do estádio.[23]
- 26 de março de 2013: Instalado o último módulo da cobertura do estádio. Obras atingem 94% da conclusão.[24]
- 5 de abril de 2013: GDF divulga nota reafirmando que o nome oficial da arena não será alterado para Estádio Nacional de Brasília devido a uma suposta exigência da FIFA.[25]
- 15 de abril de 2013: A inauguração do estádio é adiada para o dia 18 de maio devido a atrasos na instalação do gramado.[26]
- 27 de abril de 2013: Os primeiros rolos de grama chegam ao estádio.[27]
- 30 de abril de 2013: Plantio do gramado do estádio é concluído.[28]
- 18 de maio de 2013: Com presença da presidente Dilma Rousseff, além do governador do Distrito Federal Agnelo Queiroz e diversas outras autoridades locais e nacionais, o estádio é oficialmente reinaugurado. À tarde ocorreu o jogo inaugural pela final do Campeonato Brasiliense ("Candangão"), entre Brasília e Brasiliense, que resultou na vitória do segundo por 3 a 0.[29]
- 26 de maio de 2013: Como segundo e último evento-teste antes da Copa das Confederações FIFA de 2013, o estádio recebeu o jogo de abertura do Campeonato Brasileiro entre Santos e Flamengo, que eventualmente teve como resultado um placar de 0 a 0, mas quebrou o recorde de público do estádio e de arrecadação em toda a história do Brasil.[30][31]
- 15 de junho de 2013: O estádio recebeu a abertura da Copa das Confederações da FIFA Brasil 2013 e o primeiro jogo do campeonato: Brasil 3 vs. 0 Japão, com gols de Neymar, Paulinho e Jô. O jogo quebrou o recorde de público do estádio: mais de 67.000 torcedores compareceram.[32][33]
- 15 de junho de 2014: O estádio recebeu a primeiro jogo de Brasília da Copa do Mundo FIFA de 2014, Suíça 2 vs. 1 Equador

## Década de 2020
- 16 de fevereiro de 2020: O Mané Garrincha recebeu a Supercopa do Brasil, torneio que retornou após 28 anos. Foi disputado em jogo único entre o campeão do Campeonato Brasileiro, o Flamengo, e o campeão da Copa do Brasil, o Athetico Paranaense. O Flamengo se sagrou campeão por 3 a 0 diante de 48.009 torcedores.

- 13 de novembro de 2021: O Mané Garrincha é escolhido para receber a final da Copa Sul-Americana de 2022.Em junho de 2022,foi remanejado para a final da Copa Sul-Americana de 2023.

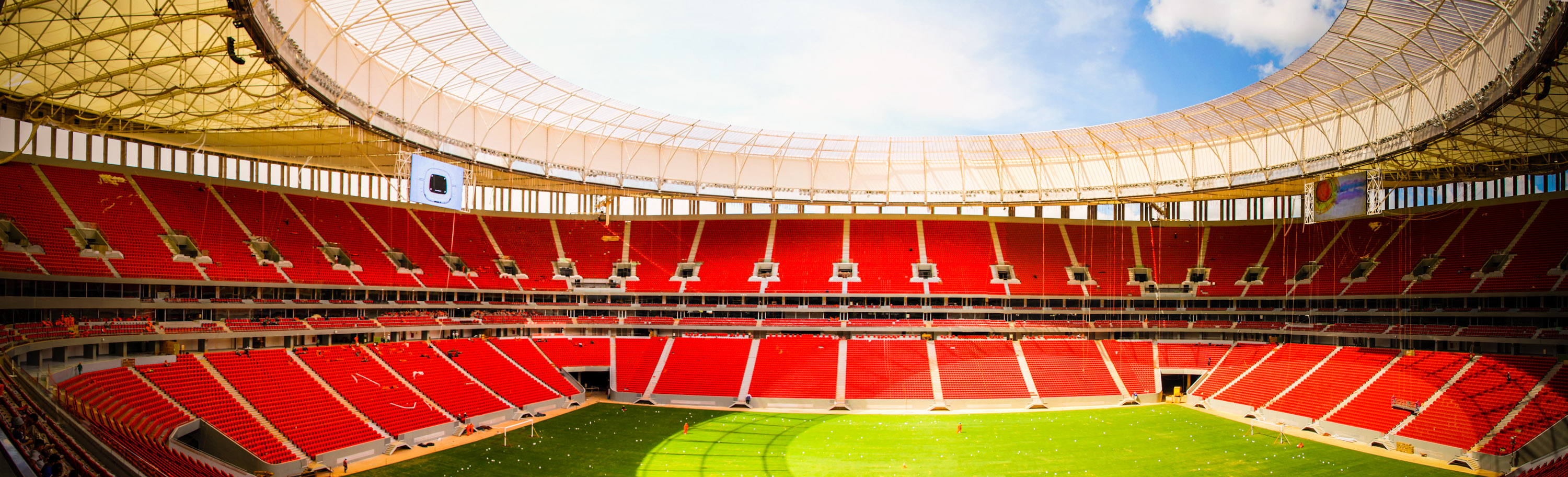
Vista panorâmica do interior do estádio após a conclusão de sua reconstrução.